# 艾莉森·谢泼德
艾莉森·谢泼德（英語：Alison Sheppard，1972年11月5日—），英国女子游泳运动员。她曾代表苏格兰参加1990年、1994年、1998年和2002年英联邦运动会游泳比赛，获得一枚金牌、一枚银牌和一枚铜牌。